# Frank Rommel
Frank Rommel (Suhl, 30 juli 1984) is een Duits skeletonracer. Hij vertegenwoordigde zijn vaderland op drie verschillende Olympische Winterspelen maar behaalde hierbij geen medaille.

## Carrière
Rommel maakte zijn wereldbekerdebuut in Sankt Moritz op 27 januari 2005. Op 5 december 2008 boekte hij zijn eerste wereldbekerzege, met een overwinning in Altenberg. Aansluitend won Rommel ook de drie volgende wereldbekerwedstrijden. Ondanks deze vierdubbele winst eindigde Rommel in dat seizoen slechts op de derde plaats in de eindstand van de wereldbeker 2008/2009. Rommel won in totaal 7 wereldbekerwedstrijden. Zowel in het seizoen 2009/2010 als 2011/2012 eindigde Rommel op de tweede plaats in de eindstand van de wereldbeker.
In zijn carrière nam Rommel meermaals deel aan de wereldkampioenschappen skeleton. In 2009 won hij met het Duitse team de gouden medaille in de landenwedstrijd. Op het WK van 2012 werd hij tweede, achter Martins Dukurs.
Rommel kwalificeerde zich driemaal voor de Olympische Winterspelen. Zijn beste resultaat liet hij optekenen op de OS van Vancouver 2010, waar hij zevende eindigde.

## Resultaten
| Jaar | Plaats    | Resultaat |
| ---- | --------- | --------- |
| 2006 | Turijn    | 24e       |
| 2010 | Vancouver | 7e        |
| 2014 | Sotsji    | 11e       |

| Jaar | Plaats       | Resultaat             |
| ---- | ------------ | --------------------- |
| 2008 | Altenberg    | Brons                 |
| 2009 | Lake Placid  | 13e · landenwedstrijd |
| 2011 | Königssee    | · landenwedstrijd     |
| 2012 | Lake Placid  | · landenwedstrijd     |
| 2013 | Sankt Moritz | 5e · landenwedstrijd  |

### Wereldbeker
| Seizoen   | Rang   |
| --------- | ------ |
| 2004/2005 | 37e    |
| 2005/2006 | 19e    |
| 2006/2007 | 27e    |
| 2007/2008 | 13e    |
| 2008/2009 | Brons  |
| 2009/2010 | Zilver |
| 2010/2011 | Brons  |
| 2011/2012 | Zilver |
| 2012/2013 | 5e     |
| 2013/2014 | 5e     |

| Datum            | Plaats       |
| ---------------- | ------------ |
| 5 december 2008  | Altenberg    |
| 13 december 2008 | Igls         |
| 9 januari 2009   | Königssee    |
| 17 januari 2009  | Sankt Moritz |
| 20 november 2009 | Lake Placid  |
| 14 januari 2012  | Königssee    |
| 25 november 2012 | Whistler     |